# قائمة حروب إسبانيا
تحتوي تلك الصفحة على الحروب التي شاركت فيها إسبانيا منذ أن اتحدت ممالك قشتالة ونافارا وأراغون بالكامل في شخص كارلوس الأول ملك إسبانيا.

## آل هابسبورغ

### كارلوس الأول (1516 - 1556)
المقال الرئيسي: كارلوس الأول
| الحرب                                       | الفترة الزمنية | إسبانيا وحلفاؤها                                                                       | العدو                                                                            | المنتصر | النتيجة |
| ------------------------------------------- | -------------- | -------------------------------------------------------------------------------------- | -------------------------------------------------------------------------------- | --- | --- |
| الحرب ضد العثمانيين                         | 1517 - 1541    | الإمبراطورية الإسبانية والبندقية والدولة البابوية                                      | الدولة العثمانية                                                                 | الإمبراطورية الإسبانية وحلفائها                                                                                          | الهيمنة على البحر الأبيض المتوسط |
| غزو المكسيك                                 | 1519 - 1521    | الإمبراطورية الإسبانية القبائل المتحالفة                                               | دولة مكسيكا أو الأزتيك                                                           | الإمبراطورية الإسبانية                                                                                                   | سقوط الأزتيك |
| ثورة الحرفيين                               | 1519 - 1523    | ثورة الحرفيين ضد الملكية والإقطاعية والمدجنين                                          |                                                                                  | الملكيين | عفو عام سنة 1528 |
| ثورة أهالي قشتالة [الإنجليزية]              | 1520 - 1522    | حرب أهلية بين الجيش الملكي والأهالي                                                    |                                                                                  | الملكيين | عفو عام سنة 1522 |
| إعادة توحيد نافارا                          | 1521 - 1524    | الإمبراطورية الإسبانية                                                                 | مملكة نبرة ومملكة فرنسا                                                          | الإمبراطورية الإسبانية                                                                                                   | عفو عام سنة 1524 |
| الحرب الايطالية الاولى                      | 1521 - 1526    | الإمبراطورية الإسبانية ومملكة إنجلترا والدولة البابوية والإمبراطورية الرومانية المقدسة | مملكة فرنسا وجمهورية البندقية ومملكة نبرة                                        | الإمبراطورية الإسبانية ومملكة إنجلترا والدولة البابوية والإمبراطورية الرومانية المقدسة                                   | معاهدة مدريد [الإسبانية] |
| الحرب الايطالية الثانية                     | 1526 - 1529    | الإمبراطورية الإسبانية والإمبراطورية الرومانية المقدسة                                 | مملكة فرنسا ومملكة إنجلترا والدولة البابوية ودوقية ميلانو وجمهورية فلورنسا       | الإمبراطورية الإسبانية والإمبراطورية الرومانية المقدسة                                                                   | سلام كمباري (1529) |
| غزو البيرو                                  | 1532 - 1533    | الإمبراطورية الإسبانية                                                                 | الإنكا                                                                           | الإمبراطورية الإسبانية                                                                                                   | هزيمة امبراطورية الإنكا |
| حرب أروكا                                   | 1536           | الإمبراطورية الإسبانية                                                                 | مابوتشي                                                                          | | لم تنتهي الحرب حتى 1883 مع احتلال القوات التشيلية لأروكانيا بالكامل.                                                                               |
| الحرب الإيطالية الثالثة                     | 1536 - 1538    | الإمبراطورية الإسبانية                                                                 | مملكة فرنسا                                                                      | ترسيم حدود | معاهدة نيس (1538) |
| ثورة الإنكا ضدالإسبان                       | 1536 - 1572    | الإمبراطورية الإسبانية                                                                 | الإنكا بقيادة مانكو إنكا                                                         | الإمبراطورية الإسبانية                                                                                                   | إعدام المتمردين |
| الحرب الإيطالية الرابعة                     | 1542 - 1546    | الإمبراطورية الإسبانية ومملكة إنجلترا                                                  | مملكة فرنسا والدولة العثمانية                                                    | ترسيم حدود | معاهدة كريبي |
| تمرد المايا 1546                            | 1546 - 1547    | الإمبراطورية الإسبانية                                                                 | أهالي المايا                                                                     | الإمبراطورية الإسبانية                                                                                                   | التوصل إلى اتفاق لإطلاق سراح السجناء من كلا الجانبين في مقابل وعد بمعاقبة أولئك الذين أضروا بالسكان الأصليين.                                      |
| حرب شمالكالدي                               | 1546 - 1555    | الإمبراطورية الإسبانية والإمبراطورية الرومانية المقدسة (المجموعة الكاثوليكية)          | اتحاد شمالكالدي (المجموعة البروتستانت) دعمت مملكة فرنسا المرحلة الأخيرة من الحرب | النصر الكاثوليكي في المرحلة الأولى (معركة موهلبرج)، التعادل في المرحلة الأخيرة (هزيمة الإمبراطورية المقدسة في حصار متز). | التأكيد على استقلالية الأمراء الألمان سواء الكاثوليك منهم أو البروتستانت بند (cuius regio، eius religio) الشهير، صلح أوغسبورغ وتنازل كارلوس الأول. |
| حرب هابسبورغ فالوا والحرب الإيطالية الخامسة | 1547 - 1559    | الإمبراطورية الإسبانية والإمبراطورية الرومانية المقدسة ومملكة إنجلترا                  | مملكة فرنسا                                                                      | الإمبراطورية الإسبانية والإمبراطورية الرومانية المقدسة ومملكة إنجلترا                                                    | معاهدة كاتو - كامبريسيس |

### فيليب الثاني (1556 - 1598)
المقال الرئيسي: فيليب الثاني
| الحرب                                               | الفترة الزمنية | إيبانيا وحلفاؤها                                                                                   | العدو                               | المنتصر                                                                                    | النتيجة                                                                                              |
| --------------------------------------------------- | -------------- | -------------------------------------------------------------------------------------------------- | ----------------------------------- | ------------------------------------------------------------------------------------------ | --- |
| استمرار حرب هابسبورغ فالوا والحرب الإيطالية الخامسة | 1547 - 1559    | الإمبراطورية الإسبانية والإمبراطورية الرومانية المقدسة ومملكة إنجلترا                              | مملكة فرنسا                         | الإمبراطورية الإسبانية والإمبراطورية الرومانية المقدسة ومملكة إنجلترا                      | معاهدة كاتو - كامبريسيس                                                                              |
| الحرب ضد العثمانيين                                 | 1565 - 1573    | الإمبراطورية الإسبانية وحلفائها العصبة المقدسة                                                     | الدولة العثمانية                    | انتصار التحالف المسيحي: حصار مالطا ومعركة ليبانت (1571).                                   | أوقف التقدم العثماني، وقسم البحر الأبيض المتوسط إلى مناطق نفوذ:غربيه لإسبانيا وجهة الشرق للعثمانيين. |
| حروب فرنسا الدينية                                  | 1562 - 1598    | الكاثوليك (جيسا)                                                                                   | البروتستانت (البوربون)              | وكان التدخل الاسباني الرئيسي قبلها في معركة سانت كينتان. ثم قام فقط بدعم الجانب الكاثوليكي | نال البروتستانتي هنري الرابع آل بوربون على قبول الكاثوليك بعد اعتناقه الكاثوليكية.                   |
| ثورة البشرات أو "حرب غرناطة الثانية"                | 1567 - 1571    | اندلاع حرب أهلية بين مورسكيون (اتهموا بدعم العثمانيين) والمسيحيين القدامى (الذين لهم الجيش الملكي) |                                     | المسيحيين القدامى                                                                          | تشتت مورسكيون إلى أن طردوا نهائياً سنة 1609.                                                          |
| حرب الثمانين عاما                                   | 1568 - 1648    | الإمبراطورية الإسبانية                                                                             | المقاطعات المتحدة وانجلترا وفرنسا   | المقاطعات المتحدة                                                                          | اعترف باستقلال هولندا في صلح وستفاليا (1648).                                                        |
| الحرب ضد القشتالين (بورنيو) [الإنجليزية]            | 1578           | الإمبراطورية الإسبانية                                                                             | إمبراطورية بروناي وشعب المورو       | ترسيم حدود                                                                                 | تعود الأوضاع إلى ماقبل الحرب.                                                                        |
| أزمة الخلافة البرتغالية                             | 1580 - 1583    | الإمبراطورية الإسبانية                                                                             | اتباع أنطونيو ملك البرتغال وانجلترا | الإمبراطورية الإسبانية                                                                     | تتويج فيليب الثاني ملكا على البرتغال.                                                                |
| الحرب الإنجليزية الإسبانية                          | 1585 - 1604    | الإمبراطورية الإسبانية والبرتغال والتحالف الأيرلندي                                                | المقاطعات المتحدة وانجلترا          | الإمبراطورية الإسبانية                                                                     | اتفاقية لندن [الإنجليزية]                                                                            |
| الحرب الكمبودية الإسبانية [الإنجليزية]              | 1593 - 1597    | الإمبراطورية الإسبانية والفلبين                                                                    | كمبوديا وتجار مسلمي الملايو والتشام | كمبوديا                                                                                    | توقفت عمليات التبشير في كمبوديا.                                                                     |

### فيليب الثالث (1589 - 1621)
المقال الرئيسي: فيليب الثالث
| الحرب                     | الفترة الزمنية | إسبانيا وحلفاؤها                                                       | العدو | المنتصر | النتيجة                                     |
| ------------------------- | -------------- | ---------------------------------------------------------------------- | --- | --- | ------------------------------------------- |
| استمرار حرب الثمانين عاما | 1568 - 1648    | الإمبراطورية الإسبانية                                                 | المقاطعات المتحدة وانجلترا وفرنسا                                                                                                 | المقاطعات المتحدة | هدنة اثني عشر سنة [الإنجليزية] (1609-1621). |
| حرب الثلاثين عاما         | 1618 - 1648    | الإمبراطورية الإسبانية وبافاريا والنمسا والرابطة الكاثوليكية (ألمانيا) | السويد وبوهيميا والدنمارك-النرويج والمقاطعات المتحدة مملكة فرنسا واسكتلندا وانجلترا وساكسونيا وبالاتينات الانتخابية وترانسيلفانيا | السويد وبوهيميا والدنمارك-النرويج والمقاطعات المتحدة مملكة فرنسا واسكتلندا وانجلترا وساكسونيا وبالاتينات الانتخابية وترانسيلفانيا | صلح وستفاليا                                |

### فيليب الرابع (1621 - 1665)
المقال الرئيسي: فيليب الرابع
| الحرب                                   | الفترة الزمنية | إسبانيا وحلفاؤها | العدو | المنتصر | النتيجة |
| --------------------------------------- | -------------- | --- | --- | --- | --- |
| استمرار حرب الثمانين عاما               | 1568 - 1648    | الإمبراطورية الإسبانية | المقاطعات المتحدة وانجلترا وفرنسا                                                                                                  | المقاطعات المتحدة | هدنة اثني عشر سنة [الإنجليزية] (1609-1621).                                                                                          |
| استمرار حرب الثلاثين عاما               | 1618 - 1648    | الإمبراطورية الإسبانية وبافاريا والنمسا والرابطة الكاثوليكية (ألمانيا) | السويد وبوهيميا والدنمارك-النرويج والمقاطعات المتحدة ومملكة فرنسا واسكتلندا وانجلترا وساكسونيا وبالاتينات الانتخابية وترانسيلفانيا | السويد وبوهيميا والدنمارك-النرويج والمقاطعات المتحدة ومملكة فرنسا واسكتلندا وانجلترا وساكسونيا وبالاتينات الانتخابية وترانسيلفانيا | صلح وستفاليا |
| الحرب الإسبانية الإنجليزية [الإنجليزية] | 1624 - 1630    | الإمبراطورية الإسبانية | الكومنولث الإنكليزي | الإمبراطورية الإسبانية | |
| الحرب الفرنسية الإسبانية                | 1635 - 1659    | الإمبراطورية الإسبانية وقوات انجليزية | مملكة فرنسا الكومنولث الإنكليزي والمقاطعات المتحدة                                                                                 | انتصار فرنسا | صلح البرانس |
| الثورة الكتالانية                       | 1640 - 1659    | سميت الممالك الكتالانية والقشتالية وممالك أخرى شبه الجزيرة الإيبيرية بإسم الأسبان. المتحاربون في الثورة الكتالانية هم حكومة كتالونيا التي سعت إلى التحالف مع مملكة فرنسا (التي سعت إلى ضم الإقليم) ضد ملكية فيليب الرابع الكاثوليكية | | انتصار إسبانيا | بموجب صلح البرانس (1659) بقيت معظم كاتالونيا (جنوب جبال البرانس) لصالح فيليب الرابع والباقي (شمالاً) يأخذه لويس الرابع عشر ملك فرنسا. |
| حرب الاستعادة البرتغالية                | 1640 - 1668    | نشأت الحرب بين إسبانيا والبرتغال وذلك لأجل انفصال التاج البرتغالي من الإتحاد الأيبيري | | مملكة البرتغال | اعترف باستقلال البرتغال بعد معاهدة لشبونة                                                                                            |
| انتفاضة نابولي وصقلية                   | 1647 - 1648    | الإمبراطورية الإسبانية | ثورة في مملكة نابولي ومملكة صقلية بدعم من مملكة فرنسا ودوقية سافوي                                                                 | الإمبراطورية الإسبانية | هزيمة المتمردين ومعهم أسطول سافوي-فرنسا                                                                                              |
| الحرب الإسبانية الإنجليزية              | 1655 - 1660    | الإمبراطورية الإسبانية | الكومنولث الإنكليزي | انتصار الإنجليز | معاهدة مدريد (1667) ومعاهدة مدريد (1670)                                                                                             |

### كارلوس الثاني (1665 - 1700)
المقال الرئيسي: كارلوس الثاني
| الحرب                            | الفترة الزمنية | إسبانيا وحلفاؤها                                                                                        | العدو                                                                            | المنتصر                                                 | النتيجة                |
| -------------------------------- | -------------- | --- | -------------------------------------------------------------------------------- | ------------------------------------------------------- | ---------------------- |
| استمرار حرب الاستعادة البرتغالية | 1640 - 1668    | الإمبراطورية الإسبانية                                                                                  | البرتغال                                                                         | البرتغال                                                | معاهدة لشبونة          |
| حرب أيلولة                       | 1667 - 1668    | الإمبراطورية الإسبانية والتحالف الثلاثي                                                                 | مملكة فرنسا                                                                      | لم تحسم                                                 | معاهدة أكيسجران (1668) |
| الحرب الفرنسية الهولندية         | 1672 - 1678    | الإمبراطورية الإسبانية والمقاطعات المتحدة والإمبراطورية الرومانية المقدسة والدنمارك-النرويج وبراندنبورغ | مملكة فرنسا ومملكة إنجلترا ومملكة السويد وإمارة مونستر الأسقفية ومطرانية كولونيا | لم تحسم، بالرغم من أن إسبانيا قد تضررت على المدى البعيد | معاهدة نيميجن          |
| حرب لم الشمل                     | 1683 - 1684    | الإمبراطورية الإسبانية والإمبراطورية الرومانية المقدسة وجنوة                                            | مملكة فرنسا                                                                      | مملكة فرنسا                                             | معاهدة راتسبون         |
| حرب التسع سنوات                  | 1688 - 1697    | الإمبراطورية الإسبانية والأعضاء في التحالف العظيم أو تحالف آوغسبورغ                                     | مملكة فرنسا                                                                      | لم تحسم                                                 | اتفاقية رايسفايك       |

## أسرة آل بوربون

### فيليب الخامس (1700 - 1746)
المقال الرئيسي: فيليب الخامس
| الحرب                                        | الفترة الزمنية | إسبانيا وحلفاؤها | العدو                                                                            | المنتصر | النتيجة |
| -------------------------------------------- | -------------- | --- | -------------------------------------------------------------------------------- | --- | --- |
| حرب الخلافة الإسبانية                        | 1701 - 1715    | حرب أهلية بين مؤيدي كارل أوف هابسبورج أو النمساويين (أغلبية في تاج أراغون)، ويؤيدهم من الخارج أرشدوقية النمسا والمملكة المتحدة ومملكة البرتغال والمقاطعات المتحدة وسافوي؛ أما أنصار فيليب دي أنجو أو البوربونيون (أغلبية في تاج قشتالة ومملكة نافار ومقاطعات الباسك)، ويؤيدهم من الخارج مملكة فرنسا ومملكة بافاريا. |                                                                                  | لم تحسم في النزاع الدولي، ولكن نتيجة الحرب الأهلية فإن الأراضي التي دعمت كارلوس خسرت امتيازاتها لفيليب كونه الشخص الذي أصبح ملكا على العرش الإسباني. وانقسمت الإمبراطورية الإسبانية في أوروبا بين كارلوس وفيليب. | معاهدة أوترخت (1712-1713) ومعاهدة راستات (1714) لحل النزاع الدولي. مراسيم نويفا بلانتا (1707-1716) لحل النزاع الداخلي. |
| حرب التحالف الرباعي                          | 1718 - 1720    | الإمبراطورية الإسبانية | التحالف الرباعي                                                                  | لم تحسم | اتفاقية لاهاي (1720)                                                                                                   |
| الحرب الإسبانية الإنجليزية 1727 [الإنجليزية] | 1727 - 1729    | الإمبراطورية الإسبانية | مملكة بريطانيا العظمى                                                            | عودة الأوضاع إلى ماقبل الحرب | معاهدة إشبيلية |
| الحرب الإسبانية الجزائرية                    | 1732           | الإمبراطورية الإسبانية | الجزائر                                                                          | انتصار إسبانيا | احتلال وهران والمرسى الكبير                                                                                            |
| حرب الخلافة البولندية                        | 1733 - 1738    | الإمبراطورية الإسبانية والبولنديين المؤيديين لستانيسلاف ليزينسكي ومملكة فرنسا ودوقية سافوي | البولنديين المؤيديين لأغسطس الثاني الإمبراطورية الروسية والنمسا وساكسونيا        | انتصار فرنسي-إسباني-سافوي | معاهدة فيينا (1738) |
| حرب أذن جنكينز                               | 1739 - 1748    | إسبانيا ومملكة فرنسا | مملكة بريطانيا العظمى                                                            | لم تحسم | معاهدة إيه لاشابيل |
| حرب الخلافة النمساوية                        | 1740 - 1748    | إسبانيا وبروسيا ومملكة فرنسا ومملكة الصقليتين وبافاريا ودوقية مودينا وريدجو وجمهورية جنوة | مملكة بريطانيا العظمى والنمسا وهانوفر والمقاطعات المتحدة وسكسونيا ومملكة سردينيا | لم تحسم | معاهدة إيه لاشابيل |

### فرناندو السادس (1746 - 1759)
المقال الرئيسي: فرناندو السادس
| الحرب                 | الفترة الزمنية | إسبانيا وحلفاؤها                                                                                             | العدو                                                                                         | المنتصر                         | النتيجة                                      |
| --------------------- | -------------- | --- | --------------------------------------------------------------------------------------------- | ------------------------------- | -------------------------------------------- |
| حرب أذن جنكينز        | 1739 - 1748    | إسبانيا ومملكة فرنسا                                                                                         | مملكة بريطانيا العظمى                                                                         | انتصار إسبانيا                  | معاهدة إيه لاشابيل                           |
| حرب الخلافة النمساوية | 1740 - 1748    | إسبانيا وبروسيا ومملكة فرنسا ومملكة الصقليتين وبافاريا ودوقية مودينا وريدجو وجمهورية جنوة                    | مملكة بريطانيا العظمى والنمسا وهانوفر والمقاطعات المتحدة وسكسونيا ومملكة سردينيا              | لم تحسم                         | معاهدة إيه لاشابيل                           |
| حرب غواراني           | 1754 - 1756    | إسبانيا ومملكة البرتغال                                                                                      | اليسوعيون و الأهالي الغوارانيين                                                               | إسبانيا ومملكة البرتغال         | نقل الهنود الغواراني خارج الأراضي البرتغالية |
| حرب السنوات السبع     | 1756 - 1763    | إسبانيا والنمسا ومملكة فرنسا والإمبراطورية الروسية والسويد وانتخابية سكسونيا ومملكة الصقليتين ومملكة سردينيا | بروسيا ومملكة بريطانيا العظمى وهانوفر ومملكة البرتغال وبراونشفايغ لونيبورغ وهسن كاسل وإيراكوي | انتصار بريطانيا العظمى وحلفائها | معاهدة باريس وسلام هوبرتسبرغ                 |

### كارلوس الثالث (1759 - 1788)
المقال الرئيسي: كارلوس الثالث
| الحرب                     | الفترة الزمنية | إسبانيا وحلفاؤها                                                                                             | العدو                                                                                         | المنتصر                         | النتيجة                                         |
| ------------------------- | -------------- | --- | --------------------------------------------------------------------------------------------- | ------------------------------- | ----------------------------------------------- |
| استمرار حرب السنوات السبع | 1756 - 1763    | إسبانيا والنمسا ومملكة فرنسا والإمبراطورية الروسية والسويد وانتخابية سكسونيا ومملكة الصقليتين ومملكة سردينيا | بروسيا ومملكة بريطانيا العظمى وهانوفر ومملكة البرتغال وبراونشفايغ لونيبورغ وهسن كاسل وإيراكوي | انتصار بريطانيا العظمى وحلفائها | معاهدة باريس وسلام هوبرتسبرغ                    |
| حصار مليلة (1774)         | 1774           | إسبانيا | المغرب بدعم من مملكة بريطانيا العظمى                                                          | انتصار إسبانيا                  | عدم تمكن المغاربة من استرجاع المدينة            |
| حرب الاستقلال الأمريكية   | 1775 - 1783    | إسبانيا والمستعمرات الثلاث عشرة ومملكة فرنسا والمقاطعات المتحدة وشعب الأونيدا وشعب توسكارورا                 | بريطانيا العظمى ومستوطنات الموالون وإيراكوي وهسن                                              | المستعمرات الثلاثة عشر وحلفاؤها | معاهدة باريس (1783)                             |
| قصف الجزائر (1783)        | 1783           | إسبانيا | الجزائر                                                                                       |                                 | فشل إسبانيا في احتلال المدينة                   |
| قصف الجزائر (1784)        | 1784           | إسبانيا | الجزائر                                                                                       | انتصار اسبانيا                  | توقفت القرصنة من المدينة حتى الحروب النابليونية |

### كارلوس الرابع (1788 - 1808)
المقال الرئيسي: كارلوس الرابع
| الحرب                | الفترة الزمنية                                                            | إسبانيا وحلفاؤها                             | العدو                  | المنتصر                                                                                                  | النتيجة                                                                         |
| -------------------- | ------------------------------------------------------------------------- | -------------------------------------------- | ---------------------- | --- | ------------------------------------------------------------------------------- |
| حرب البرانس          | 1793 - 1795                                                               | التحالف الأول                                | الجمهورية الأولى       | انتصار فرنسا                                                                                             | سلام بازل                                                                       |
| حروب الثورة الفرنسية | نتيجة لمعاهدة سان ألديفونسو 1796 دخلت إسبانيا في حرب مع إنجلترا حتى 1797. | اصبحت إسبانيا من حلفاء الجمهورية الفرنسية    | التحالف الثاني         | انتصار فرنسا                                                                                             | معاهدة كامبو فورميو                                                             |
| حرب البرتقال         | 1801                                                                      | تحالفت إسبانيا مع الإمبراطورية الفرنسية      | البرتغال               | انتصار إسبانيا                                                                                           | معاهدة بطليوس                                                                   |
| الحروب النابليونية   | 1804 - 1808                                                               | أصبحت إسبانيا من حلفاء الإمبراطورية الفرنسية | التحالف الثالث والرابع | انتصار الإسطول البريطاني في معركة الطرف الأغر (1805). وعلى الأرض انتصرت فرنسا في معركة أوسترليتز (1806). | تدمرت المصالح الإسبانية دمارا شاملا. ومع تنازل بايون (1808) بدأت حرب الاستقلال. |

### فيرناندو السابع (1808 - 1833)
المقال الرئيسي: فيرناندو السابع
| الحرب                           | الفترة الزمنية | إسبانيا وحلفاؤها | العدو                         | المنتصر                           | النتيجة |
| ------------------------------- | -------------- | --- | ----------------------------- | --------------------------------- | --- |
| حرب الإستقلال                   | 1808 - 1813    | جزء من الحروب النابليونية (حرب شبه الجزيرة) وهي حرب أهلية بين الجانب الوطني (المؤيدون للميثاق الملكي لفيرناندو السابع من المجلس العسكري الأعلى المركزي ومجلس قادس) وكانت بريطانيا تدعمه خارجيا. وبين المتفرنسين (المؤيدون لجوزيف بونابرت) المدعوم دوليا من الإمبراطورية الفرنسية الأولى. |                               | الوطنيون.                         | طرد المتفرنسين (أول نفي إسباني)، استقلال إسبانيا ضد الإمبراطورية الفرنسية، بداية حروب استقلال أمريكا الإسبانية ضد إسبانيا. توقيع معاهدة فالانسي (1813) مع فرنسا. وقد تضررت إسبانيا ضررا شديدا بعد هزيمة نابليون (مؤتمر فيينا). |
| استقلال أمريكا الإسبانية        | 1808 - 1833    | الجيش الملكي في أمريكا؛ الجيش الملكي في إسبانيا الجديدة؛ الجيش الملكي في البيرو | "المحررون" الوطنيون في أمريكا | "المحررون" الوطنيون في أمريكا     | طرد الإسبان من أمريكا واستقلال ولايات أمريكا الجنوبية الجديدة، باستثناء كوبا وبورتوريكو. توقفت جميع مشاريع العمل العسكري الإسباني بعد وفاة فرناندو السابع في 1833                                                              |
| حملة مئة ألف من أبناء سانت لويس | 1822 - 1823    | تدخل الجيش الفرنسي باسم التحالف المقدس لدعم الحكم الإسباني المطلق ضد الليبراليين الإسبان (الذين وصلوا إلى الحكومة خلال فترة الثلاث سنوات الليبرالي). |                               | التحالف المقدس والملكيين الإسبان. | استعادة فيرناندو السابع حكمه المطلق وبداية (العشرية المشؤومة) |

### إيزابيل الثانية (1833 - 1868)
المقال الرئيسي: إيزابيل الثانية
| الحرب                            | الفترة الزمنية | إسبانيا وحلفاؤها | العدو                           | المنتصر                     | النتيجة                                                |
| -------------------------------- | -------------- | --- | ------------------------------- | --------------------------- | ------------------------------------------------------ |
| الحرب الكارلية الأولى            | 1833 - 1840    | حرب أهلية بين الليبراليين (المؤيدين لحكم إيزابيل الثانية) والكارليين (المؤيدين لإنفانتي كارلوس -المسمى بإسم كارلوس الخامس-). |                                 | الليبراليين                 | اتفاقية فيرغارا                                        |
| الحرب الكارلية الثانية           | 1846 - 1849    | حرب أهلية بين الليبراليين والكارليين                                                                                         |                                 | الليبراليين                 |                                                        |
| الحملة الفرنسية الإسبانية لكوشين | 1857 - 1862    | إسبانيا وفرنسا | مملكة أنام                      | انتصار فرنسي إسباني         | معاهدة تيانسين                                         |
| حرب أفريقيا                      | 1859 - 1860    | إسبانيا | المغرب                          | إسبانيا                     | معاهدة واد راس                                         |
| حرب استعادة الدومينيكان          | 1863 - 1865    | إسبانيا | جمهورية الدومينيكان             | استعادة السيادة الدومينيكية |                                                        |
| حرب جزر تشينتشا                  | 1865 - 1871    | إسبانيا | بيرو وتشيلي وبوليفيا والإكوادور | سلام بين الجميع             | اتفاقية واشنطن (1871). الإعتراف باستقلال البيرو (1883) |

## ديموقراطية السنوات الست
المقال الرئيسي: ديموقراطية السنوات الست
تشمل تلك الفترة التالي: حكم فرانسيسكو سيرانو (1868 - 1870) ، وعهد أماديو الأول (1870 - 1873) و الجمهورية الأولى (1873 - 1874)
| الحرب                  | الفترة الزمنية | إسبانيا وحلفاؤها | العدو                | المنتصر                   | النتيجة       |
| ---------------------- | -------------- | --- | -------------------- | ------------------------- | ------------- |
| حرب السنوات العشر      | 1868 - 1878    | مملكة إسبانيا ثم الجمهورية الإسبانية الأولى | جيش الإستقلال الكوبي | انتصار اسبانيا            | معاهدة زانخون |
| الحرب الكارلية الثالثة | 1872 - 1876    | اندلعت حرب أهلية بين الكارليين (مؤيدي المطالب بالعرش كارلوس السابع) وأنصار الحكومة في الفترات التالية (حكم أماديو دي سافوي ثم الجمهورية الإسبانية الأولى وأخيراً استعادة بوربون تحت حكم ألفونسو الثاني عشر |                      | انتصار ألفونسو الثاني عشر |               |
| ثورة الكانتونات        | 1873 - 1874    | حرب أهلية بين أنصار "الكانتونات" الثائرة وأنصار حكومة الجمهورية الإسبانية الأولى |                      | انتصار الحكومة            |               |

## عودة البوربون إلى إسبانيا

### ألفونسو الثاني عشر (1874 - 1885)
المقال الرئيسي: ألفونسو الثاني عشر
| الحرب                          | الفترة الزمنية | إسبانيا وحلفاؤها                                  | العدو                | المنتصر                   | النتيجة                           |
| ------------------------------ | -------------- | ------------------------------------------------- | -------------------- | ------------------------- | --------------------------------- |
| استمرار حرب السنوات العشر      | 1868 - 1878    | مملكة إسبانيا ثم الجمهورية الإسبانية الأولى       | جيش الإستقلال الكوبي | انتصار اسبانيا            | معاهدة زانخون                     |
| استمرار الحرب الكارلية الثالثة | 1872 - 1876    | حرب أهلية بين الكارليين وأنصار ألفونسو الثاني عشر |                      | انتصار ألفونسو الثاني عشر |                                   |
| الحرب الصغرى                   | 1879 - 1880    | مملكة إسبانيا                                     | جيش الإستقلال الكوبي | انتصار اسبانيا            | هزيمة مقاتلي جيش الاستقلال الكوبي |

### ماريا كريستينا دي هابسبورغ (1885 - 1886)
المقال الرئيسي: ماريا كريستينا دي هابسبورغ
| الحرب | الفترة الزمنية | إسبانيا وحلفاؤها | العدو | المنتصر | النتيجة |
| ----- | -------------- | ---------------- | ----- | ------- | ------- |
|       |                |                  |       |         |         |

### ألفونسو الثالث عشر (1886 - 1931)
المقال الرئيسي: ألفونسو الثالث عشر
| الحرب            | الفترة الزمنية | إسبانيا وحلفاؤها | العدو                       | المنتصر                                                                 | النتيجة                    |
| ---------------- | -------------- | ---------------- | --------------------------- | ----------------------------------------------------------------------- | -------------------------- |
| حرب الريف (1893) | 1893 - 1894    | إسبانيا          | قبائل الريف                 | إسبانيا                                                                 | هزيمة القبائل              |
| حرب استقلال كوبا | 1895 - 1898    | إسبانيا          | جيش التحرير الكوبي          | مع دخول الولايات المتحدة أُعيد تسمية الحرب إلى الحرب الأمريكية الإسبانية | اتفاقية باريس (1898)       |
| الثورة الفلبينية | 1896 - 1898    | إسبانيا          | الثوار الفلبينيون           | مع دخول الولايات المتحدة أُعيد تسمية الحرب إلى الحرب الأمريكية الإسبانية | اتفاقية باريس (1898)       |
| حرب مليلية       | 1909           | إسبانيا          | قبائل الريف                 | إسبانيا                                                                 | هزيمة القبائل              |
| حروب الريف       | 1911 - 1926    | إسبانيا وفرنسا   | قبائل الريف (جمهورية الريف) | انتصار فرنسي - إسباني                                                   | احتلال إسبانيا لكامل الريف |

## الجمهورية الثانية (1931 - 1939)
المقال الرئيسي: الجمهورية الثانية
| الحرب                   | الفترة الزمنية | إسبانيا وحلفاؤها | العدو | المنتصر                    | النتيجة                   |
| ----------------------- | -------------- | --- | ----- | -------------------------- | ------------------------- |
| الحرب الأهلية الإسبانية | 1936 - 1939    | ماسمي بالجبهة الجمهورية (مؤيد للجمهورية الثانية)، ومدعوم خارجيا من الألوية الدولية والإتحاد السوفييتي؛ وماسمي الجبهة الوطنية أو القوميين (مؤيدون للثورة أو الانتفاضة الوطنية) ومدعومين خارجيا من إيطاليا الفاشية وألمانيا النازية. حاولت عصبة الأمم الحفاظ على مبدأ عدم التدخل [الإسبانية]. |       | الجبهة الوطنية أو القوميين | تأسيس إسبانيا الفرانكوية. |

## إسبانيا الفرانكوية (1939 - 1975)
المقال الرئيسي: دكتاتورية فرانكو
| الحرب                             | الفترة الزمنية | إسبانيا وحلفاؤها | العدو                                            | المنتصر               | النتيجة |
| --------------------------------- | -------------- | ---------------- | ------------------------------------------------ | --------------------- | --- |
| إسبانيا في الحرب العالمية الثانية | 1941 - 1943    | دول المحور       | الإتحاد السوفيتي (بقيت في حياد مع الدول الغربية) | تغيير الوضع في الحرب  | انسحاب القوات الإسبانية (الفرقة الزرقاء)                                                                            |
| حرب إفني                          | 1957 - 1958    | إسبانيا وفرنسا   | المغرب والقبائل الصحراوية                        | انتصار فرنسي - إسباني | انتصار إسبانيا و معاهدة انجرا ديسنترا [الإسبانية]: حيث أقرت المغرب بتبعية سبتة ومليلة لإسبانيا وتدفع تعويضات الحرب. |

## الملكية الدستورية (1978 - ...)

### خوان كارلوس (1975-2014)
المقال الرئيسي: خوان كارلوس
| حرب الخليج              | 2022 - 2023     | روكس (توضيح)                                                      | طاقم لوفي                                            | انتصار ساحق لطاقم لوفي                                                | -                                       | عملية القوة المتعمدة | 1995 | الناتو | جمهورية صرب البوسنة | الناتو | اتفاقية دايتون |
| حرب كوسوفو              | 1998 - 1999     | جيش تحرير كوسوفو والناتو                                          | يوغوسلافيا                                           | جيش تحرير كوسوفو والناتو                                              | اتفاق كومانوفو                          |                      |      |        |                     |        |                |
| حرب أفغانستان           | 2001 - إلى الآن | الناتو/قوات المساعدة الدولية لإرساء الأمن في أفغانستان وأفغانستان | طالبان وتنظيم القاعدة                                | إلى الآن                                                              | إلى الآن                                |                      |      |        |                     |        |                |
| أزمة جزيرة ليلى         | 2002            | إسبانيا                                                           | المغرب                                               | انتصار اسبانيا                                                        | عودة الأوضاع إلى ماكانت عليه قبل الأزمة |                      |      |        |                     |        |                |
| حرب العراق              | 2003 - 2004     | القوات متعددة الجنسيات في العراق                                  | العراق                                               | انتصار التحالف                                                        | سقوط صدام حسين                          |                      |      |        |                     |        |                |
| التدخل العسكري في ليبيا | 2011            | قوات الثوار الليبيين والناتو                                      | الجماهيرية العربية الليبية الشعبية الاشتراكية العظمى | النصر المشترك بين الناتو والجمهورية الليبية (المجلس الوطني الانتقالي) | نهاية حكم القذافي                       |                      |      |        |                     |        |                |